# Émeutes de 1964 à Calcutta
 (février 2023).
Les émeutes de 1964 à Calcutta sont des émeutes religieuses qui se sont propagées dans tout Calcutta en janvier 1964 au cours de laquelle la communauté musulmane a été ciblée et attaquée par la communauté hindoue. Il s'agissait de la première violence à avoir lieu dans la ville depuis les émeutes de 1946 (en),,.